# Portugiesische Eishockeynationalmannschaft
Die portugiesische Eishockeynationalmannschaft vertritt die Federação Portuguesa de Desportos no Gelo, den Eissportverband Portugals, im Eishockey auf internationaler Ebene.

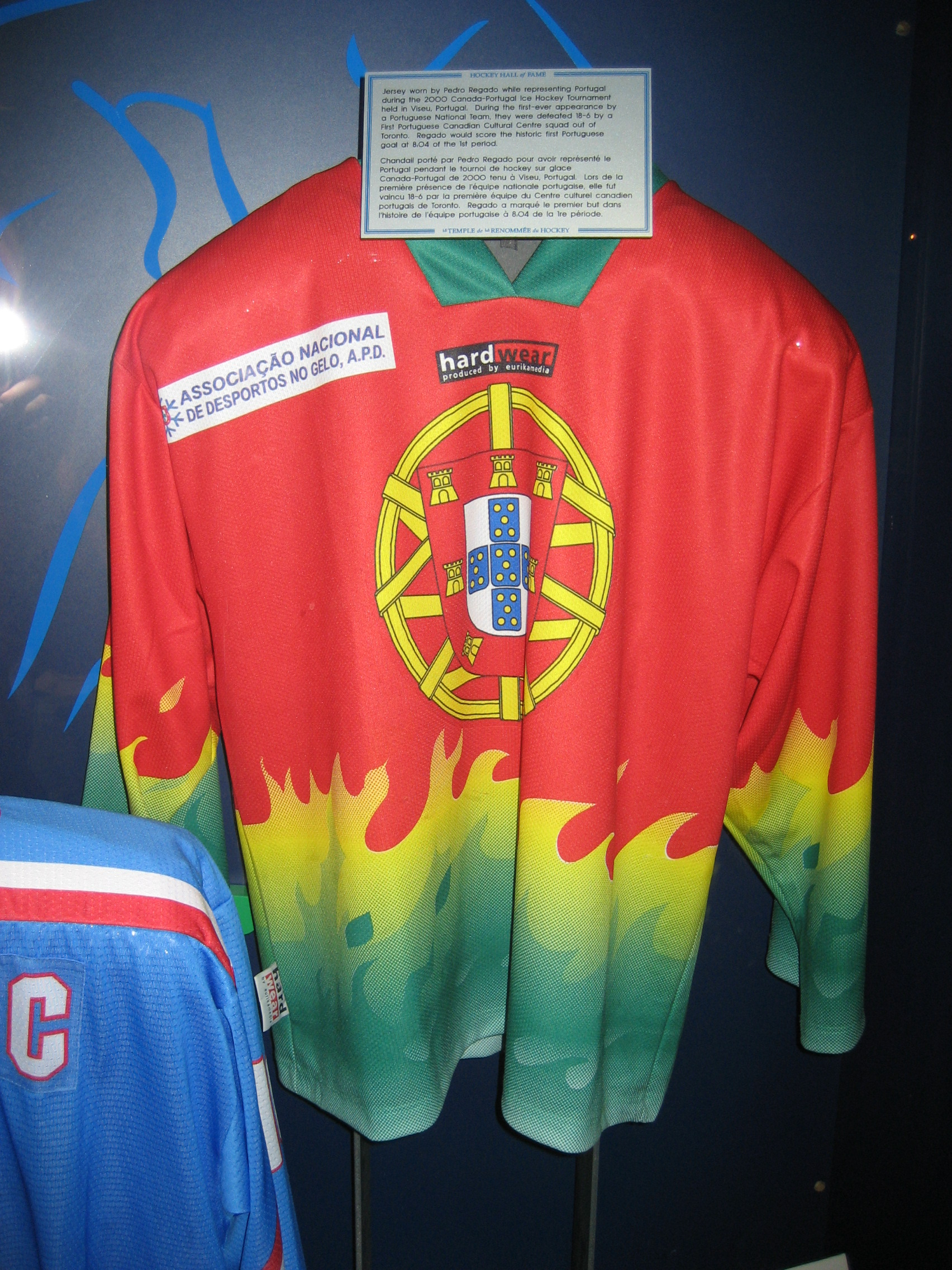
Ausgestelltes Trikot in der Hockey Hall of Fame

## Geschichte
Nachdem Portugal 1999 der Internationalen Eishockey-Föderation beigetreten war, gab es von Beginn an Bestrebungen neben einer Inlinehockeynationalmannschaft, auch eine Eishockeynationalmannschaft zu gründen. Aus diesem Grund veranstaltete die Federação Portuguesa de Desportos no Gelo im Juni 2000 in Zusammenarbeit mit der kanadischen Botschaft in Portugal ein Turnier, in dessen Verlauf die Nationalmannschaft Portugals – überwiegend aus Inlinehockeyspielern und aus nach Kanada emigrierten Portugiesen bestehend – ihre ersten drei Testspiele gegen eine Auswahl Kanadas, die sich aus Mitgliedern des First Portuguese Canadian Cultural Center aus Toronto zusammensetzte – bestritt.
Anschließend bestritt die Nationalmannschaft nur wenige weitere Spiele, wobei es immer wieder Bemühungen gab, die Nationalmannschaft stärker zu reaktivieren, da in den USA, vor allem aber in Kanada, dem Mutterland des Eishockeys, eine sehr große portugiesische Gemeinde existiert. Zu den seltenen Spielen zählen 2015 bis 2017 vor allem regelmäßige Freundschaftsspiele gegen die tschechischen Amateurteams Čeští Lvi und Sklepovští Sršáni, die teils im südportugiesischen Elvas ausgetragen wurden, wobei auch einzelne Siege gelangen.
Seit 2017 trat Portugal endlich auch offiziell beim damals eingerichteten IIHF Development Cup an, einem Aufbauturnier für assoziierte IIHF-Mitglieder, und belegte Platz drei von vier Mannschaften. Allerdings gelang gleich im ersten offiziellen Spiel mit 3:2 nach Penaltyschießen ein Erfolg gegen Gastgeber Andorra. Bei der zweiten Austragung des Turniers spielte sich Portugal ins Finale, unterlag dort aber Nordmazedonien. Bei den Austragungen 2022 und 2023 blieb man ohne Sieg, 2024 hingegen erreichte Portugal nach Siegen über Kolumbien, Argentinien, Griechenland und Brasilien erneut das Finale, unterlag aber Irland 1:5. Portugal ist damit neben Irland das einzige Team, das an allen bisherigen Auflagen des Turniers teilgenommen hat.

### IIHF Development Cup
- 2017: 3. Platz
- 2018: 2. Platz
- 2022: 6. Platz
- 2023: 5. Platz
- 2024: 2. Platz